# Cantone di Aizenay
Il Cantone di Aizenay è una divisione amministrativa dell'arrondissement di La Roche-sur-Yon.
È stato istituito a seguito della riforma dei cantoni del 2014, che è entrata in vigore con le elezioni dipartimentali del 2015.

## Composizione
Dopo le fusioni avvenute il 1º gennaio 2016 dei comuni di Belleville-sur-Vie e Saligny nel nuovo comune di Bellevigny. e di Mormaison, Saint-André-Treize-Voies e Saint-Sulpice-le-Verdon nel nuovo comune di Montréverd, comprende i comuni di:
- Aizenay
- Beaufou
- Bellevigny
- La Génétouze
- L'Herbergement
- Les Lucs-sur-Boulogne
- Montréverd
- Le Poiré-sur-Vie
- Rocheservière
- Saint-Denis-la-Chevasse
- Saint-Philbert-de-Bouaine